# Kordin megalitikus templomai
Kordin megalitikus templomegyüttesei a máltai Paola Kordin nevű részén, egy a Nagy Kikötőbe benyúló mészkőplatón állnak. Az őskor végén épített három épületegyüttes a közeli Tarxiennel és a Ħal Saflieni-i hipogeummal együtt az egyik jelentős közösség szent helyei voltak. A máltai őskori romok közül az egyik legrosszabb állapotban lévő.

## Elhelyezkedésük
A romok Paola Kordin (eredetileg Corradino) nevű félszigetén, annak délnyugati gerincén helyezkednek el. Kordin ma iparterület, az egyetlen fennmaradt rom, Kordin III is modern épületek között helyezkedik el a Három Városból Marsa felé vezető út közelében.

## Történetük
Málta őskori lakossága lakóhelyeik közelében hatalmas mészkő épületkomplexumokat emelt, amelyek valószínűleg vallási célt szolgáltak. A Nagy Kikötőtől keletre lakó közösség több jelentős épületet épített, ezek közül Tarxien temploma és a Ħal Saflieni-i hipogeum világhíresek. Nyugatabbra, a Nagy Kikötőbe nyúló Kordin félszigeten több kisebb komplexum épült. A 20. század elején írt beszámolók szerint legalább hat épület állt itt. Egyedül Kordin III-at sikerült datálni is, ez a talált cseréptöredékek alapján a Ġgantija-szakaszban épült, tehát ekkoriban még ez volt a nagyobb épület, Tarxien csak később nőtte túl. Azonban mindhárom helyszínen találtak edénytöredékeket Mġarr-szakaszból, így ezek a templomok azon kevesek közé tartoztak, amelyek már létező falu közelébe vagy helyére épültek. A templomokat aztán a templomépítők korának végén, Kr.e. 2500 körül elhagyták.
A 19. századtól fokozatosan kerültek elő romok a Kordin dombon, ám Kordin III kivételével fokozatosan mind áldozatul estek a kikötői és ipari építkezéseknek. A II. világháborúban ez is komoly károkat szenvedett, miután közvetlen bombatalálat érte.

## Feltárásuk
Első ízben 1840 körül kezdődött őskori maradványok utáni kutatás a területen. Cesare Vassallo könyvtáros 1876-ban számolt be arról, hogy néhány évvel korábban íves falmaradványokat tárt fel a Kordin félszigeten. A. A. Caruana 1892-ben összesen hat megalitcsoportról számolt be. Ezek közül a két legnagyobbat kutatta. Kiderült, hogy Kordin I egy része már elpusztult, mikor 1871-ben az angol barakkot védő árkot a romon keresztülvezették. Sir Temi Zammit és Dr. Thomas Ashby folytatták az ásatásokat 1908/9-ben, ekkor már csak hármat találtak meg (Kordin I, II, III), kettőt (Kordin I, II) közvetlenül a Nagy Kikötő meredek partjának a tetején, egyet (Kordin III) pedig feljebb a gerincen. Az ipari fejlesztések azonban ezeket sem kímélték, az 1950-es években John Evansnek és David Trumpnak már csak Kordin III-at sikerült feltárnia és ásatnia.

## Leírásuk

### Kordin I
A rendszertelen falmaradványok inkább egy templomhoz kötődő melléképületre utalnak, mint magára a templomra. Hasonlók láthatók Ħaġar Qim és Mnajdra környezetében.

### Kordin II
Kordin II alaprajzán felismerhető egy templom-szerkezetű épületrész is a máskülönben rendszertelen vonalú falak között. Azonban a templomoknál megszokotthoz képest apró kövekből épült, és a templomszerkezethez nem kapcsolódik udvar, ami nem jellemző. Ha mégis templom maradványa, akkor Tarxien mellett ez az egyetlen "hatívű" templom a szigeteken.

### Kordin III

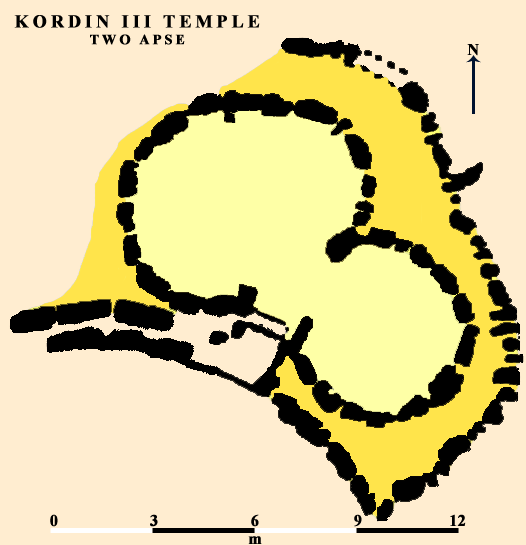
Kordin III kétívű templomának alaprajza

A fő épület teljes egészében globigerinás mészkőből épült. Különlegessége, hogy az előtér - az összes templom közül egyedüliként - torba helyett kővel van borítva. A homlokzat kőtömbjei előtt a lábazat kövei is fennmaradtak.
Homorú homlokzatának nyugati kapuja egy háromívű, Ġgantija-szakaszba datált templomba vezet. Az előtér az udvarhoz hasonlóan kővel van borítva. A bejáratnál és az ajtóknál magas, élére állított küszöbkövek állnak. A három, torbával borított helyiséget a Tarxien-szakasz idején elfalazták. A szemközti és bal oldali helyiség padlóját később megemelték. A templom leghíresebb eleme a bal oldali ívnél fekvő, korallmészkő "vályú", egy monolitba vágott hét mélyedés, amelyet folyadék tárolására vagy őrlésre használhattak. Reuben Grima újabban visszatért Ashby eredeti meghatározásához, aki a monolitot "bárkaszerű"-ként írta le, és felvetette. Jelentőségét mutatja, hogy anyagát több mint egy kilométerről, Żabbar környékéről kellett idehozni. A bal oldali helyiségben két kisebb "szentélyt" mélyítettek a falba.
A bejárattól jobbra még egy helyiségpár nyílik, bizonytalan, hogy ezt tekinthetjük-e egy kétívű templomnak. Egyetlen jelentősebb emléke a falba vágott, az ajtót elzáró ponyvák kikötésére alkalmas néhány lyuk. A templom pusztulásához hozzájárult a modern mészégető kemence is. A két épületrész között időrend nem állítható fel a cseréptöredékek alapján. Emögött az épületrész mögött fedezhető fel egyedül az övező külső fal maradványa.
A templom mögötti rendszertelen falmaradványok melléképületekre, vagy a templomhoz kapcsolódó falura utalnak, ám konkrét helyiségek nem ismerhetők fel. Az itteni edénytöredékek az Mġarr-szakaszból valók, így ez a templom is azon kevesek közé tartozik, amelyek már létező falu közelébe vagy helyére épültek.

## Megközelítés, látogatás
Kordin III autóval Marsa és a Három Város ill. Fgura felől érhető el, a templomhoz táblák jelzik az utat. Busszal a közelben elhaladó, Vallettából a Három Város felé tartó járatokkal közelíthetjük meg. A látogatás azonban csak előzetes egyeztetés után, igen drágán lehetséges.